# Championnat du Luxembourg de football 1962-1963
Navigation
Saison précédente Saison suivante
La saison 1962-1963 du Championnat du Luxembourg de football était la 49e édition du championnat de première division au Luxembourg. Les douze meilleurs clubs du pays se retrouvent au sein d'une poule unique, la Division Nationale, où ils s'affrontent deux fois, à domicile et à l'extérieur. À l'issue du championnat, les deux derniers du classement sont relégués et remplacés par les deux meilleurs clubs de Division d'Honneur, la deuxième division luxembourgeoise.
La Jeunesse d'Esch remporte la compétition en terminant en tête du classement final, avec 6 points d'avance sur le tenant du titre, l'Union Luxembourg (par ailleurs vainqueur de la Coupe du Luxembourg) et 7 sur les Red Boys Differdange. Il s'agit du 8e titre de champion du Luxembourg de l'histoire du club.

## Les 12 clubs participants
| - Stade Dudelange - Belval Belvaux - Promu de Division d'Honneur - Red Boys Differdange - Avenir Beggen - Promu de Division d'Honneur - CA Spora Luxembourg - Aris Bonnevoie | - AS La Jeunesse d'Esch - Union Luxembourg - US Dudelange - National Schifflange - Fola Esch - Alliance Dudelange |

## Compétition

### Classement
Le barème utilisé pour établir le classement est le suivant :
- Victoire : 2 points
- Match nul : 1 point
- Défaite : 0 point

| Rang | Équipe                   | Pts | J  | G  | N | P  | Bp | Bc | Diff |
| ---- | ------------------------ | --- | -- | -- | - | -- | -- | -- | ---- |
| 1    | Jeunesse d'Esch          | 35  | 22 | 13 | 9 | 0  | 56 | 32 | +24  |
| 2    | Union Luxembourg (T) (C) | 29  | 22 | 13 | 3 | 6  | 54 | 25 | +29  |
| 3    | Red Boys Differdange     | 28  | 22 | 11 | 6 | 5  | 41 | 21 | +20  |
| 4    | Aris Bonnevoie           | 27  | 22 | 11 | 5 | 6  | 45 | 32 | +13  |
| 5    | Alliance Dudelange       | 24  | 22 | 9  | 6 | 7  | 38 | 30 | +8   |
| 6    | Spora Luxembourg         | 22  | 22 | 8  | 6 | 8  | 31 | 27 | +4   |
| 7    | National Schifflange     | 20  | 22 | 8  | 4 | 10 | 49 | 56 | -7   |
| 8    | Stade Dudelange          | 20  | 22 | 7  | 6 | 9  | 46 | 53 | -7   |
| 9    | US Dudelange             | 20  | 22 | 7  | 6 | 9  | 36 | 44 | -8   |
| 10   | Avenir Beggen (P)        | 18  | 22 | 8  | 2 | 12 | 41 | 51 | -10  |
| 11   | Fola Esch                | 15  | 22 | 4  | 7 | 11 | 29 | 47 | -18  |
| 12   | The Belval Belvaux (P)   | 6   | 22 | 2  | 2 | 18 | 27 | 75 | -48  |

|  | Qualification pour la Coupe d'Europe des clubs champions 1963-1964                           |
|  | Qualification pour la Coupe des Coupes 1963-1964                                             |
|  | Qualification pour la Coupe des villes de foires 1963-1964                                   |
|  | Relégation en Division d'Honneur                                                             |
|  | (T) Tenant du titre (C) Vainqueur de la Coupe du Luxembourg (P) : Promu de deuxième division |

## Bilan de la saison
| Championnat du Luxembourg de football 1962-1963 |                            |
| Champion                                        | Jeunesse d'Esch (8e titre) |
| Coupes et trophées                              |                            |
| Vainqueur de la Coupe du Luxembourg 1962-1963   | Union Luxembourg           |
| Qualifications continentales                    |                            |
| Coupe d'Europe des clubs champions 1963-1964    | Jeunesse d'Esch            |
| Coupe des Coupes 1963-1964                      | Union Luxembourg           |
| Coupe des villes de foires 1963-1964            | Aris Bonnevoie             |
| Promotions et relégations                       |                            |
| Promus en Division Nationale                    | Jeunesse Wasserbillig      |
| Promus en Division Nationale                    | Progrès Niedercorn         |
| Relégués en Division d'Honneur                  | Fola Esch                  |
| Relégués en Division d'Honneur                  | Belval Belvaux             |